# Bật Nhĩ Tháp Cáp Nhĩ
Tất Lặc Tháp Cáp Nhĩ (tiếng Mông Cổ: Биртахар, đã Latinh hoá: Birtakhar, giản thể: 毕勒塔噶尔; phồn thể: 畢勒塔噶爾; ? – 1667), cũng dịch là Bật Nhĩ Tháp Cáp Nhĩ (弼爾塔哈爾), họ Bác Nhĩ Tế Cát Đặc, là người đứng đầu Khoa Nhĩ Thấm trong những năm đầu nhà Thanh.

## Cuộc đời
Tất Lặc Tháp Cáp Nhĩ là cháu nội của Trại Tang, hậu duệ của Hợp Tát Nhi. Ông là con trai thứ 3 của Ngô Khắc Thiện – anh trai của Hiếu Trang Hoàng Thái hậu. Tháng giêng năm Sùng Đức thứ 6 (1641), Hoàng Thái Cực hứa gả con gái thứ tư là Nhã Đồ cho Tất Lặc Tháp Cáp Nhĩ. Công chúa vừa nhận sính lễ, Ngô Khắc Thiện lại vì phạm tội mà khiến Hoàng Thái Cực nổi giận, muốn hủy bỏ hôn sự này, nhưng vì Ngô Khắc Thiện vào triều chịu tội mà tiếp tục duy trì. Năm thứ 8 (1643), ông được ban cho nghi trượng của Cố Luân Ngạch phò. Vào những năm Thuận Trị, vợ ông được phong làm Cố Luân Ung Mục Trưởng Công chúa. Năm Khang Hi thứ 5 (1666), ông thừa kế tước vị Trác Lý Khắc Đồ Thân vương (卓哩克图亲王) của Khoa Nhĩ Thấm Tả dực Trung kỳ. Chỉ một năm sau, ông qua đời, tước vị do con trai là Ngạc Tề Nhĩ (鄂齊爾) thừa kế.